# Франц Смістик
Франц Смістик (нім. Franz Smistik; 25 вересня 1908 — червень 1978) — австрійський футболіст. Молодший брат знаменитого півзахисника Йозефа Смістика.

## Життєпис
У складі «Рапіда» дебютував у чемпіонаті 1928-29 і грав до завершення сезону 1936-37 з перервою на сезон 1933-34. Дворазовий чемпіон Австрії і володар Кубка Мітропи 1930. Загалом зіграв 54 матчі і забив 10 голів в складі клубу: 39 матчів і 10 голів в чемпіонаті, 12 матчів в Кубку Австрії і 3 матчі в Кубку Мітропи.

## Титули і досягнення
- Чемпіон Австрії (2):

«Рапід» (Відень): 1929-1930, 1934-1935
- Володар Кубка Мітропи (1):

«Рапід» (Відень):  1930